# Bob ai XVII Giochi olimpici invernali - Bob a due maschile
La gara di bob a due maschile ai XVII Giochi olimpici invernali si è disputata il 19 febbraio e il 20 febbraio a Lillehammer.

## Atleti iscritti
| America (18) | America (18)                                                                                               | America (18)                                                                           |
| --- | --- | -------------------------------------------------------------------------------------- |
| - Canada (4) - Giamaica (2)                                                                                     | - Isole Vergini Americane (4) - Porto Rico (2)                                                             | - Stati Uniti (4) - Trinidad e Tobago (2)                                              |
| Asia (6) | |                                                                                        |
| - Giappone (4)                                                                                                  | - Taipei cinese (2)                                                                                        |                                                                                        |
| Europa (58) | |                                                                                        |
| - Armenia (2) - Austria (4) - Bosnia ed Erzegovina (2) - Bulgaria (2) - Francia (4) - Germania (4) - Grecia (2) | - Italia (4) - Lettonia (4) - Monaco (2) - Paesi Bassi (2) - Regno Unito (4) - Rep. Ceca (4) - Romania (2) | - Russia (4) - San Marino (2) - Svezia (2) - Svizzera (4) - Ucraina (2) - Ungheria (2) |
| Oceania (4) | |                                                                                        |
| - Australia (2)                                                                                                 | - Samoa Americane (2)                                                                                      |                                                                                        |

## Risultati
| Posizione | Nazione                    | Atleti                               | Manche1 | Manche2 | Manche3 | Manche4 | Tempo totale | Distacco |
| --------- | -------------------------- | ------------------------------------ | ------- | ------- | ------- | ------- | ------------ | -------- |
|           | Svizzera I                 | Gustav Weder Donat Acklin            | 52"33   | 52"91   | 52"72   | 52"85   | 3'30"81      |          |
|           | Svizzera II                | Reto Götschi Guido Acklin            | 52"38   | 52"76   | 52"79   | 52"93   | 3'30"86      | +0"05    |
|           | Italia I                   | Günther Huber Stefano Ticci          | 52"61   | 52"80   | 52"69   | 52"91   | 3'31"01      | +0"20    |
| 4         | Germania I                 | Rudi Lochner Markus Zimmermann       | 52"74   | 53"09   | 52"76   | 53"19   | 3'31"78      | +0"97    |
| 5         | Austria I                  | Hubert Schösser Thomas Schroll       | 52"71   | 53"02   | 52"94   | 53"26   | 3'31"93      | +1"12    |
| 6         | Gran Bretagna I            | Mark Tout Lenny Paul                 | 52"77   | 53"15   | 52"99   | 53"24   | 3'32"15      | +1"34    |
| 7         | Rep. Ceca I                | Jiří Dzmura Pavel Polomský           | 52"66   | 53"18   | 53"02   | 53"32   | 3'32"18      | +1"37    |
| 7         | Canada I                   | Pierre Lueders David MacEachern      | 52"63   | 53"25   | 53"11   | 53"19   | 3'32"18      | +1"37    |
| 9         | Italia II                  | Pasquale Gesuito Antonio Tartaglia   | 52"92   | 53"33   | 52"89   | 53"31   | 3'32"45      | +1"64    |
| 10        | Gran Bretagna II           | Sean Olsson Paul Field               | 52"86   | 53"30   | 53"21   | 53"46   | 3'32"83      | +2"02    |
| 10        | Lettonia I                 | Zintis Ėkmanis Aldis Intlers         | 52"75   | 53"42   | 53"20   | 53"46   | 3'32"83      | +2"02    |
| 12        | Germania II                | Sepp Dostthaler Bogdan Musiol        | 53"02   | 53"48   | 53"10   | 53"24   | 3'32"84      | +2"03    |
| 13        | Stati Uniti II             | Brian Shimer Randy Jones             | 52"99   | 53"37   | 52"86   | 53"63   | 3'32"85      | +2"04    |
| 14        | Stati Uniti I              | Jim Herberich Chip Minton            | 53"04   | 53"58   | 53"29   | 53"50   | 3'33"41      | +2"60    |
| 15        | Canada II                  | Chris Lori Glenroy Gilbert           | 52"99   | 53"72   | 53"22   | 53"56   | 3'33"49      | +2"68    |
| 16        | Lettonia II                | Sandis Prūsis Adris Plūksna          | 53"31   | 53"40   | 53"35   | 53"52   | 3'33"58      | +2"77    |
| 17        | Austria II                 | Kurt Einberger Martin Schützenauer   | 53"13   | 53"63   | 53"32   | 53"61   | 3'33"69      | +2"88    |
| 18        | Giappone II                | Naomi Takewaki Hiroshi Suzuki        | 53"08   | 53"72   | 53"47   | 53"73   | 3'34"00      | +3"19    |
| 19        | Giappone I                 | Toshio Wakita Takashi Ohori          | 53"43   | 53"51   | 53"47   | 53"69   | 3'34"10      | +3"29    |
| 20        | Rep. Ceca II               | Pavel Puškár Jan Kobián              | 53"44   | 53"42   | 53"54   | 53"85   | 3'34"25      | +3"44    |
| 21        | Francia I                  | Christophe Flacher Max Robert        | 53"44   | 53"60   | 53"47   | 53"79   | 3'34"30      | +3"49    |
| 22        | Svezia                     | Fredrik Gustafsson Hans Byberg       | 53"40   | 53"69   | 53"60   | 53"84   | 3'34"53      | +3"72    |
| 23        | Francia II                 | Gabriel Fourmigue Philippe Tanchon   | 53"54   | 53"70   | 53"58   | 53"98   | 3'34"80      | +3"99    |
| 24        | Paesi Bassi                | Rob Geurts Rob de Wit                | 53"52   | 53"90   | 53"76   | 53"89   | 3'35"07      | +4"26    |
| 25        | Bulgaria                   | Tsvetozar Viktorov Valentin Atanasov | 53"79   | 53"85   | 54"20   | 53"97   | 3'35"81      | +5"00    |
| 26        | Russia I                   | Oleg Suchoručenko Andrej Gorochov    | 53"88   | 54"11   | 54"09   | 54"01   | 3'36"09      | +5"28    |
| 27        | Australia                  | Justin McDonald Glenn Carroll        | 54"03   | 53"96   | 54"21   | 54"27   | 3'36"47      | +5"66    |
| 28        | Ungheria                   | Nicholas Frankl Miklós Gyulai        | 54"14   | 54"27   | 54"16   | 54"49   | 3'37"06      | +6"25    |
| 29        | Russia II                  | Vladimir Efimov Oleg Petrov          | 54"19   | 54"21   | 54"30   | 54"40   | 3'37"10      | +6"29    |
| 30        | Romania                    | Florian Enache Mihai Dumitraşcu      | 54"35   | 54"38   | 54"47   | 54"85   | 3'38"05      | +7"24    |
| 31        | Monaco                     | Alberto II di Monaco Gilbert Bessi   | 54"14   | 54"73   | 54"57   | 54"83   | 3'38"27      | +7"46    |
| 32        | Ucraina                    | Oleksiy Zhukov Oleksandr Bortiuk     | 54"71   | 54"64   | 54"78   | 54"61   | 3'38"74      | +7"93    |
| 33        | Bosnia ed Erzegovina       | Zdravko Stojnić Zoran Sokolović      | 54"76   | 54"83   | 54"82   | 54"66   | 3'39"07      | +8"26    |
| 34        | Grecia                     | Greg Sebald Khristopoulos Marinos    | 54"83   | 54"83   | 55"03   | 54"71   | 3'39"40      | +8"59    |
| 35        | Taipei cinese              | Sun Kuang-Ming Chang Min-Jung        | 54"48   | 54"63   | 55"24   | 55"09   | 3'39"44      | +8"63    |
| 36        | Armenia                    | Joe Almasian Ken Topalian            | 54"85   | 55"03   | 54"92   | 55"01   | 3'39"81      | +9"00    |
| 37        | Trinidad e Tobago          | Gregory Sun Curtis Harry             | 55"09   | 54"88   | 55"14   | 55"13   | 3'40"24      | +9"43    |
| 38        | Isole Vergini Americane I  | Keith Sudziarski Todd Schultz        | 55"16   | 55"13   | 55"24   | 55"25   | 3'40"78      | +9"97    |
| 39        | Samoa Americane            | Faauuga Muagututia Brad Kiltz        | 55"57   | 55"25   | 55"06   | 55"16   | 3'41"04      | +10"23   |
| 40        | Porto Rico                 | John Amabile Jorge Bonnet            | 55"18   | 55"46   | 55"38   | 55"19   | 3'41"21      | +10"40   |
| 41        | San Marino                 | Dino Crescentini Mike Crocenzi       | 55"36   | 55"11   | 55"35   | 55"43   | 3'41"25      | +10"44   |
| 42        | Isole Vergini Americane II | Zachary Zoller Paul Zar              | 56"01   | 56"57   | 56"15   | 56"28   | 3'45"01      | +14"20   |
|           | Giamaica                   | Dudley Stokes Wayne Thomas           | 53"59   | 53"81   | 53"76   | DSQ     |              |          |